# Género (biologia)

A estrutura hierárquica da classificação científica usada em biologia

Em biologia, um género (português europeu) ou gênero (português brasileiro) (do termo latino genus, plural genera) é uma classificação taxonômica acima de espécie e abaixo de família usada na classificação biológica de organismos vivos e fósseis, bem como de vírus. No sistema binomial, o nome do gênero forma a primeira parte do nome da espécie para cada espécie dentro do gênero.
Por exemplo, Panthera leo (leão) e Panthera onca (onça) são duas espécies dentro do gênero Panthera. Panthera é um gênero da família Felidae.
A composição de um gênero é determinada por taxonomistas. Os padrões para a classificação de gêneros não são estritamente codificados, então diferentes autoridades frequentemente produzem classificações distintas para os gêneros. No entanto, algumas práticas gerais são usadas, incluindo a ideia de que um gênero recém-definido deve cumprir três critérios para ser útil descritivamente:
1. monofilia – todos os descendentes de um taxon ancestral são agrupados juntos (ou seja, a análise filogenética deve demonstrar claramente tanto a monofilia quanto a validade como uma linhagem separada).
2. compactação razoável – um gênero não deve ser expandido desnecessariamente.
3. distinção – em relação a critérios evolutivamente relevantes, como ecologia, morfologia ou biogeografia; sequências de DNA são uma consequência em vez de uma condição de linhagens evolutivas divergentes, exceto nos casos em que elas inibem diretamente o fluxo gênico (por exemplo, barreiras pós-zigóticas).

Além disso, os gêneros devem ser compostos por unidades filogenéticas do mesmo tipo que outros gêneros (análogos).

## Etimologia
O termo "gênero" vem do Latim, uma forma substantiva cognata com gignere ('dar à luz; gerar'). O taxonomista sueco Carl Linnaeus popularizou seu uso em 1753, em sua obra Species Plantarum, mas o botânico francês Joseph Pitton de Tournefort (1656–1708) é considerado "o fundador do conceito moderno de gêneros".

## Uso
O nome científico (ou epíteto científico) de um gênero também é chamado de nome genérico; em guias de estilo modernos e na ciência, é sempre escrito com inicial maiúscula. Ele desempenha um papel fundamental na nomenclatura binomial, o sistema de nomeação de organismos, onde é combinado com o nome científico de uma espécie: ver Nome botânico e Nome específico (zoologia).

### Uso na nomenclatura
As regras para os nomes científicos dos organismos são definidas pelos códigos de nomenclatura, que permitem que cada espécie tenha um único nome exclusivo, que, para animals (incluindo protistas), plantas (também incluindo algas e fungos) e procariontes (bactérias e arqueas), é em Latim e binomial; isso contrasta com nomes comuns ou vernáculos, que não são padronizados, podem ser não exclusivos e geralmente variam conforme o país e o idioma.
Exceto para vírus, o formato padrão para o nome de uma espécie compreende o nome genérico, indicando o gênero ao qual a espécie pertence, seguido do epíteto específico, que (dentro desse gênero) é único para a espécie. Por exemplo, o nome científico do lobo cinzento é Canis lupus, com Canis (Latim para 'cão') sendo o nome genérico compartilhado pelos parentes próximos do lobo e lupus (Latim para 'lobo') sendo o nome específico particular do lobo. Um exemplo botânico seria Hibiscus arnottianus, uma espécie específica do gênero Hibiscus nativa do Havaí. O nome específico é escrito em minúsculas e pode ser seguido por subespécies na zoologia ou uma variedade de nome infraespecífico na botânica.
Quando o nome genérico já é conhecido pelo contexto, ele pode ser abreviado para sua inicial, por exemplo, C. lupus em vez de Canis lupus. Onde as espécies são subdivididas ainda mais, o nome genérico (ou sua forma abreviada) continua sendo a porção principal do nome científico, por exemplo, Canis lupus lupus para a subespécie lobo-europeu, ou um exemplo botânico, Hibiscus arnottianus ssp. immaculatus. Também, como visível nos exemplos acima, as partes latinizadas dos nomes científicos de gêneros e suas espécies incluídas (e infraespécies, onde aplicável) são, por convenção, escritas em tipo itálico.
Os nomes científicos de vírus são descritivos, não têm forma binomial, e podem ou não incorporar uma indicação de seu gênero; por exemplo, as espécies virais "Salmonid herpesvirus 1", "Salmonid herpesvirus 2" e "Salmonid herpesvirus 3" estão todas dentro do gênero Salmonivirus; entretanto, o gênero ao qual pertencem as espécies com os nomes formais "Everglades virus" e "Ross River virus" é Alphavirus.
Assim como os nomes científicos em outros níveis, em todos os grupos, exceto vírus, os nomes dos gêneros podem ser citados com suas autoridades, tipicamente na forma "autor, ano" na zoologia, e "nome do autor abreviado" na botânica. Assim, nos exemplos acima, o gênero Canis seria citado na forma completa como "Canis Linnaeus, 1758" (uso zoológico), enquanto Hibiscus, também primeiro estabelecido por Linnaeus, mas em 1753, é simplesmente "Hibiscus L." (uso botânico).

### O conceito de tipo
Cada gênero deve ter um tipo designado, embora na prática haja um atraso na designação de nomes mais antigos. Na zoologia, isso é a espécie tipo, e o nome genérico é permanentemente associado ao espécime tipo de sua espécie tipo. Caso o espécime seja atribuído a outro gênero, o nome genérico vinculado a ele se torna um sinônimo júnior e os táxons restantes no antigo gênero precisam ser reavaliados.

### Categorias de nome genérico
Na zoologia, os nomes taxonômicos, incluindo os de gêneros, são classificados como "disponíveis" ou "indisponíveis". Os nomes disponíveis são aqueles publicados de acordo com o Código Internacional de Nomenclatura Zoológica; o nome mais antigo para qualquer táxon (por exemplo, um gênero) deve ser selecionado como o nome "válido" (ou seja, atual ou aceito) para o táxon em questão.
Consequentemente, haverá mais nomes disponíveis do que nomes válidos em qualquer momento; quais nomes estão atualmente em uso dependem do julgamento dos taxonomistas em combinar táxons descritos sob múltiplos nomes ou dividir táxons, o que pode trazer nomes disponíveis anteriormente tratados como sinônimos de volta ao uso. Nomes "indisponíveis" na zoologia incluem nomes que não foram publicados de acordo com as disposições do Código ICZN, por exemplo, grafias originais ou subsequentes incorretas, nomes publicados apenas em uma tese e nomes genéricos publicados após 1930 sem uma espécie-tipo indicada. Segundo a seção "Glossário" do Código Zoológico, nomes suprimidos (por "Opiniões" publicadas da Comissão Internacional de Nomenclatura Zoológica) permanecem disponíveis, mas não podem ser usados como o nome válido de um táxon; no entanto, os nomes publicados em trabalhos suprimidos são tornados indisponíveis pela Opinião relevante que trata do trabalho em questão.
Na botânica, conceitos semelhantes existem, mas com rótulos diferentes. O equivalente botânico do "nome disponível" da zoologia é um nome validamente publicado. Um nome invalidamente publicado é um nomen invalidum ou nom. inval.; um nome rejeitado é um nomen rejiciendum ou nom. rej.; um homônimo posterior de um nome validamente publicado é um nomen illegitimum ou nom. illeg.; para uma lista completa, consulte o Código Internacional de Nomenclatura para Algas, Fungos e Plantas e a obra citada acima por Hawksworth, 2010. Em vez de "táxon válido" na zoologia, o equivalente mais próximo na botânica é "nome correto" ou "nome atual", que pode, novamente, diferir ou mudar com tratamentos taxonômicos alternativos ou novas informações que resultem em gêneros anteriormente aceitos sendo combinados ou divididos.
Códigos de nomenclatura de procariontes e códigos de nomenclatura de vírus também existem como referência para a designação de nomes de gêneros atualmente aceitos, em oposição a outros que podem ser reduzidos a sinônimos ou, no caso dos procariontes, relegados a um status de "nomes sem reconhecimento na nomenclatura procariótica".
Um nome disponível (zoológico) ou validamente publicado (botânico) que foi historicamente aplicado a um gênero, mas que não é considerado o nome aceito (atual/válido) para o táxon, é chamado de sinônimo; alguns autores também incluem nomes indisponíveis em listas de sinônimos, bem como nomes disponíveis, como grafias incorretas, nomes anteriormente publicados sem cumprir todos os requisitos do código de nomenclatura relevante e nomes rejeitados ou suprimidos.
Um nome de gênero específico pode ter de zero a muitos sinônimos, sendo o último caso geralmente se o gênero for conhecido há muito tempo e descrito como novo por uma gama de trabalhadores subsequentes, ou se uma variedade de gêneros anteriormente considerados táxons separados foram subsequentemente consolidados em um só. Por exemplo, o Registro Mundial de Espécies Marinhas atualmente lista 8 sinônimos em nível de gênero para o gênero de cachalote Physeter Linnaeus, 1758, e 13 para o gênero de bivalve Pecten O.F. Müller, 1776.

### Nomes idênticos (homônimos)
Dentro do mesmo reino, um nome genérico pode ser aplicado a apenas um gênero. No entanto, muitos nomes foram atribuídos (geralmente de forma não intencional) a dois ou mais gêneros diferentes. Por exemplo, o ornitorrinco pertence ao gênero Ornithorhynchus, embora George Shaw o tenha nomeado Platypus em 1799 (esses dois nomes são sinônimos). No entanto, o nome Platypus já havia sido dado a um grupo de besouros ambrosia por Johann Friedrich Wilhelm Herbst em 1793. Um nome que significa duas coisas diferentes é um homônimo. Como besouros e ornitorrincos são ambos membros do reino Animalia, o nome não poderia ser usado para ambos. Johann Friedrich Blumenbach publicou o nome de substituição Ornithorhynchus em 1800.
No entanto, um gênero em um reino é permitido ter um nome científico que está em uso como nome genérico (ou nome de um táxon em outro nível) em um reino governado por um código de nomenclatura diferente. Nomes com a mesma forma, mas aplicados a táxons diferentes, são chamados de "homônimos". Embora isso seja desencorajado tanto pelo Código Internacional de Nomenclatura Zoológica quanto pelo Código Internacional de Nomenclatura para Algas, Fungos e Plantas, existem cerca de cinco mil nomes em uso em mais de um reino. Por exemplo:
- Anura é o nome da ordem dos sapos, mas também é o nome de um gênero não atual de plantas;
- Aotus é o nome genérico tanto de ervilhas douradas quanto de macacos noturnos;
- Oenanthe é o nome genérico tanto de pássaros quanto de plantas aquáticas;
- Prunella é o nome genérico tanto de pássaros quanto de plantas; e
- Proboscidea é a ordem dos elefantes e o gênero de garras-do-diabo.

O nome do gênero Paramecia (uma alga vermelha extinta) também é o plural do nome do gênero Paramecium (que pertence ao supergrupo SAR), o que pode levar a confusão.
Uma lista de homônimos de gênero (com suas autoridades), incluindo tantos nomes disponíveis (publicados validamente) quanto alguns nomes indisponíveis selecionados, foi compilada pelo Registro Interino de Gêneros Marinhos e Não Marinhos (IRMNG).

### Uso em classificações superiores
O gênero tipo forma a base para níveis taxonômicos superiores, como o nome da família Canidae ("Canídeos"), baseado em Canis. No entanto, isso normalmente não ascende mais do que um ou dois níveis: a ordem à qual pertencem os cães e lobos é Carnivora ("Carnívoros").

## Números de gêneros aceitos
O número de nomes de gêneros aceitos ou de todos os nomes publicados não é conhecido com precisão. Rees et al., 2020 estimam que cerca de 310 000 nomes aceitos (táxons válidos) possam existir, de um total de aproximadamente 520 000 nomes publicados (incluindo sinônimos) no final de 2019, aumentando em cerca de 2 500 nomes genéricos publicados por ano. Registros "oficiais" de nomes de táxons em todos os níveis, incluindo gêneros, existem apenas para alguns grupos, como vírus e procariontes, enquanto para outros existem compêndios sem status "oficial", como o Index Fungorum para fungos, o Index Nominum Algarum e AlgaeBase para algas.
Index Nominum Genericorum e o International Plant Names Index para plantas em geral e angiospermas, respectivamente, e o Nomenclator Zoologicus e o Index to Organism Names para nomes zoológicos.

Os totais para "todos os nomes" e estimativas para "nomes aceitos", conforme listados no Interim Register of Marine and Nonmarine Genera (IRMNG), são detalhados na publicação de Rees et al., 2020, mencionada acima. As estimativas de nomes aceitos são as seguintes, divididas por reino: 

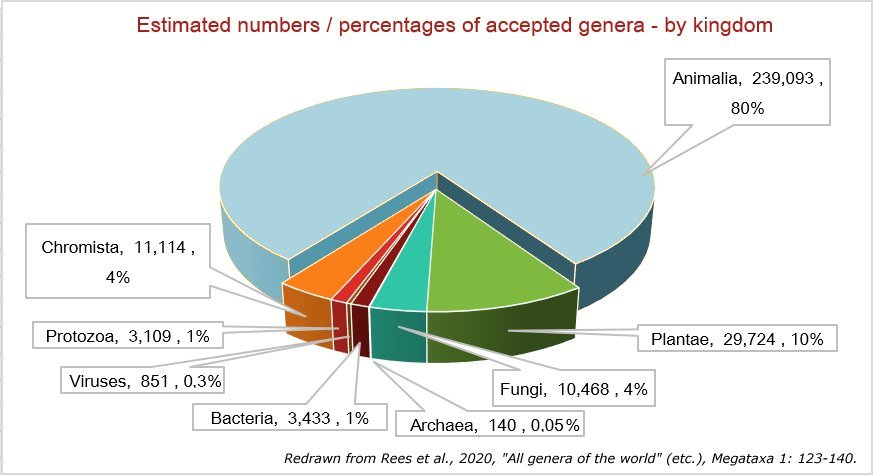
Totais estimados de gêneros aceitos por reino - baseados em Rees et al., 2020

- Animalia: 239 093 nomes de gêneros aceitos (± 55 350)
- Plantae: 28 724 (± 7 721)
- Fungi: 10 468 (± 182)
- Chromista: 11 114 (± 1 268)
- Protozoa: 3 109 (± 1 206)
- Bacteria: 3 433 (± 115)
- Archaea: 140 (± 0)
- Vírus: 851 (± 0)

As margens de incerteza mencionadas surgem porque o IRMNG lista nomes "incertos" (não pesquisados) além de nomes "aceitos". Os valores citados representam a média de nomes "aceitos" sozinhos (todos os nomes "incertos" tratados como não aceitos) e de "aceitos + incertos" (todos os nomes "incertos" tratados como aceitos), com a margem de incerteza indicando esses dois extremos.
Dentro do reino Animalia, o maior filo é o Arthropoda, com 151 697 ± 33 160 nomes de gêneros aceitos, dos quais 114 387 ± 27 654 são insetos (classe Insecta). No reino Plantae, os Tracheophyta (plantas vasculares) representam a maior parte, com 23 236 ± 5 379 nomes de gêneros aceitos, dos quais 20 845 ± 4 494 são angiospermas (superclasse Angiospermae).
Em comparação, a edição anual de 2018 do Catalogue of Life (estimado em >90% completo, para espécies existentes principalmente) contém atualmente 175 363 "nomes aceitos" de gêneros para 1 744 204 espécies vivas e 59 284 espécies extintas, incluindo também nomes de gêneros sem espécies para alguns grupos.

## Tamanho dos gêneros

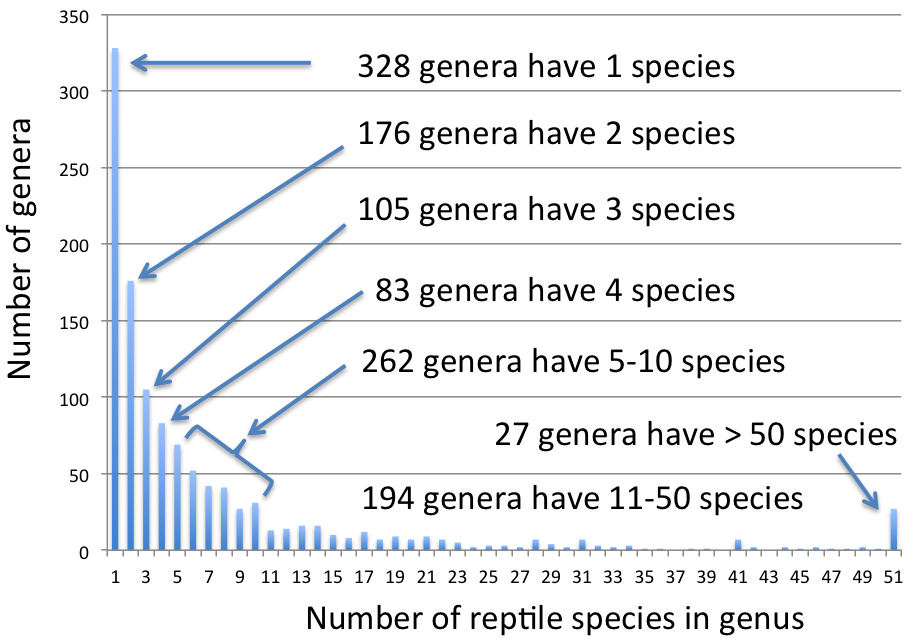
Número de gêneros de répteis com um determinado número de espécies. A maioria dos gêneros tem apenas uma ou poucas espécies, mas alguns podem ter centenas. Baseado em dados do Reptile Database (em maio de 2015).

O número de espécies em gêneros varia consideravelmente entre grupos taxonômicos. Por exemplo, entre os répteis (não-avianos), que têm cerca de 1 180 gêneros, a maioria (>300) tem apenas 1 espécie, ~360 têm entre 2 e 4 espécies, 260 têm entre 5 e 10 espécies, ~200 têm entre 11 e 50 espécies e apenas 27 gêneros têm mais de 50 espécies. No entanto, alguns gêneros de insetos, como os gêneros de abelhas Lasioglossum e Andrena, têm mais de 1 000 espécies cada. O maior gênero de plantas com flores, Astragalus, contém mais de 3 000 espécies.
A atribuição de espécies a um gênero é, em certa medida, arbitrária. Embora todas as espécies dentro de um gênero devam ser "semelhantes", não há critérios objetivos para agrupar espécies em gêneros. Existe muito debate entre os zoólogos sobre se os gêneros grandes e ricos em espécies devem ser mantidos, já que é extremamente difícil criar chaves de identificação ou mesmo conjuntos de caracteres que distingam todas as espécies. Por isso, muitos taxonomistas argumentam a favor da divisão de grandes gêneros. Por exemplo, foi sugerido que o gênero de lagartos Anolis fosse dividido em cerca de 8 gêneros diferentes, o que levaria suas ~400 espécies a subconjuntos menores e mais gerenciáveis.